# Medjed
Medjed é um deus da religião egípcia antiga, mencionado no Livro dos Mortos.

## Livro dos Mortos
O feitiço 17 do Livro dos Mortos menciona, entre muitos outros deuses obscuros, um Medjed (que significa "o Castigador"), na seguinte linha:
"Eu sei o nome daquele Castigador entre eles, que pertence à Casa de Osíris, que fita com os olhos, mas é invisível."
Nada mais se sabe sobre esse deus.

## Meme da Internet

Ilustração moderna de Medjed

Na ilustração do feitiço na folha 76 do papiro Greenfield, o que se pensa ser Medjed é representado como uma figura coberta inteiramente por uma cobertura cônica, exceto pelos olhos e pés, que são visíveis.
Depois que o papiro foi exibido em 2012 no Museu de Arte Mori, em Tóquio e no Museu de Arte de Fukuoka, Medjed se tornou uma sensação nas mídias sociais japonesas. O deus foi adotado pela cultura popular japonesa, inclusive como um meme da Internet e como personagem nos videogames.